# Sylvain Grosjean
Compléments
Grosjean est le fondateur du théologat de Kurseong et du séminaire pontifical de Kandy (Sri Lanka)
Sylvain Grosjean, né le 4 mars 1846 à Martilly au Luxembourg belge et décédé le 6 septembre 1915 à Kesramal, en Odisha (Inde), est un prêtre jésuite belge, missionnaire en Inde centrale. Comme Supérieur religieux des Jésuites il est le fondateur du théologat de Kurseong et du Grand séminaire pontifical de Kandy (Sri Lanka). 

## Biographie

### Jeunesse et formation
Après des études secondaires au petit séminaire de Bastogne, en Belgique, le jeune Sylvain considère quelque temps la possibilité de rejoindre les Zouaves pontificaux récemment créés par Mgr Xavier de Merode.  Il entre plutôt dans la Compagnie de Jésus et commence son noviciat le 23 septembre 1864, à Tronchiennes (Belgique). 
Après le noviciat, il enseigne cinq ans au collège jésuite de Mons, étudie la philosophie (1873-1876) et la théologie (1876-1880) à Louvain, où il est également ordonné prêtre le 7 septembre 1879. Destiné à la mission du Bengale, son 'Troisième An' est raccourci pour rejoindre Mgr Paul Goethals à Calcutta, où il arrive le 31 décembre 1880.

### Arrivée en Inde
Bientôt il est secrétaire de l’archevêque et Supérieur religieux des Jésuites de la mission du Bengale (1882-1892). Prévoyant et ouvert dans ses vues, intelligent et dynamique, le père Grosjean était attentif aux signes des temps. Il fut l’un des grands innovateurs de la mission, non seulement pour les bâtiments construits en son temps, mais surtout pour l’organisation des activités missionnaires.   
En vue de mieux faire connaitre la mission du Bengale et de solliciter une aide financière le père Grosjean commença à écrire régulièrement des ‘Lettres du Bengale’ destinées à ses confrères en Europe et au grand public. Elles furent populaires. Grâce à la grande générosité qu’elles suscitèrent il put construire l’internat du collège Saint-Joseph de Darjeeling (1889-1891) et surtout l‘important théologat jésuite de Kurseong, au sud de Darjeeling, (à partir de 1889), transféré d’Asansol, dans la plaine, où le climat ne convenait pas aux études.

### Grand séminaire de Kandy
À partir de 1885 il se tourne vers les missions de l’intérieur, sur le plateau du Chotanagpur de l’Inde centrale, et y envoie, auprès des Mundas, le père Constant Lievens. La mission aura un rapide développement.  A la fin de son mandat le père Grosjean est nommé recteur du collège Saint-Xavier de Calcutta (1892). Il n’y reste pas longtemps car le Délégué apostolique en Inde britannique Mgr Ladislas Zaleski lui demande, au nom du pape Léon XIII de prendre en mains le projet du grand séminaire pontifical de Kandy à Ceylan (aujourd’hui Sri Lanka), première maison de formation ecclésiastique supérieure dans les Indes britanniques.  Toujours pionnier Le père Grosjean rassemble les finances nécessaires, choisit le terrain et construit les bâtiments du séminaire. Lorsque l’institution ouvre ses portes en 1893 il y enseigne également et, comme premier recteur, y fait un mandat complet de six ans (1893-1899).
De 1899 à 1902 le père Grosjean est recteur du théologat de Kurseong et ensuite, de 1902 à 1909, supérieur et instructeur du 'Troisième An' jésuite de Ranchi. 

### Dernières années
Après des années à la direction de grands projets le père Grosjean peut retourner à ce qui était son souhait des premiers jours : être missionnaire sur le terrain.  En 1909 il est envoyé à Kesramal, un poste missionnaire reculé, aujourd’hui en Odisha (District de Sundergarh). C’est là que le père Sylvain Grosjean meurt, le 6 septembre 1915. Il y est enterré près de l’église.